# Західноломбардська мова
Західноломба́рдійська (інсубрі́йська, міла́нська) мо́ва або за́хідний діале́кт ломба́рдійської мо́ви (Lumbard ucidental, lumbard insübrich, milanese, cisabduano) — діалект ломбардійської мови, поширена на північному заході Італії (район Мілана) та півдні Швейцарії, належить до романської групи індоєвропейської мовної родини.
Здебільшого ті, для кого ця мова є рідною, говорять також італійською.

## Опис
В Італії, західноломбардську часто називають діалектом італійської мови. Західноломбардська та стандартна італійська дуже відрізняються. Деякі мовці ломбардської можуть мати складнощі у розумінні західноломбардської і говорять італійською між собою, але всі західні ломбардські варіанти мови взаєморозумілі. Західноломбардська й є відносно однорідною (набагато більше, ніж східноломбардська), але і вона має кілька варіацій, переважно щодо голосних /о/, /ɔ/ та розвитку /ts/ у /s/.
Західноломбардська не має офіційного статусу в Ломбардії або де-небудь інде. Єдина офіційна мова в Ломбардії - італійська.

## Граматика

### Жіночий рід
Більшість слів жіночого роду  мають закінчення -a; жіночий рід множини не змінюється (la legora / i legor ; la cadrega / i cadregh). Кінцева голосна зберігає свою початкову довжину (не кінцеві склади не мають різниці), яка часто є довгою, коли за нею слідує приголосний звук, і короткою, коли за нею слідує безголосний приголосний.

### Чоловічий рід
Більшість іменників чоловічого роду незмінні, і чоловічий рід в множині завжди не змінюється (el tramvaj/i tramvaj; el lett/i lett). Коли корінь слова закінчується на певну групу приголосних, як в однині, так і в множині можуть додавати шву між приголосними; в іншому випадку до однинних імен додається закінчення -o (вимовляється /u/), а до множини -i.
Іменники чоловічого роду, що закінчуються на -in або, рідше, на -ett, мають множини в -itt (fiolin/fiolitt). Ті, що закінчуються на -ll, мають множини в -j (el sidell/i sidej ; el porscell/i porscej ; el cavall / i cavaj). Те ж саме відбувається в твердому артиклі: в однині ell > el, в множині elli > ej > i.
Іменники чоловічого роду, які закінчуються на -a, є незмінними і, як правило, є власними назвами, словами грецького походження  або ідіоматичними словами, такими як pirla, презирливий термін для людини.

## Варіанти
Західноломбардську можна поділити на чотири основні варіанти: 
- ломбардо-альпійський ( в муніципалітетах Сондріо та Вербанія, Сопраченері кантону Тічино та Грізіоні в Швейцарії),
- ломбардо-альпійський західний ( в муніципалітетах Комо, Варезе та Лекко, Лугано та його сусідах в кантоні Тічино),
- нижньоломбардський західний (Павія та Лоді) та макроміланський (Мілан, Монца, Новара та Вальсезія Верчеллі).

Межі очевидно умовні, оскільки політичний поділ на провінції та муніципалітети зазвичай незалежний від мов, якими говорять.